# 梁子駿
梁子駿（Leung Tsz Chun，1985年5月19日—），生於香港，退役香港足球運動員，司職右中場，最後在港效力香港甲組聯賽球會中西區。

## 球會生涯
梁子駿生於香港並在長洲成長，自小在漁船長大，小時候隨家人經常到中國及台灣等海域捕魚，直到小學時才搬回岸上生活，其後在讀書時期愛上足球，更立志要當上職業足球員，幸運地在中學畢業後已獲南華青年軍垂青，成為正選球員，正式展開職業球員的生涯，年紀輕輕便成為球隊正選，並於有份入選香港奧運代表隊以正選身份參加2008年奧運足球預賽，而且全部6場預賽賽事均有上陣。
可惜後來南華於2005/06年賽季聯賽名列尾二，依例需要降班，但獲香港足總挽留後南華邀得羅傑承出任足球部主任，並進行大換血令梁子駿遂轉投流浪，在2007年夏天加盟愉園後隨即被外借給重返甲組的老牌球會東方，不過由於當時東方擁有多達七名巴西外援球員致使梁子駿上陣機會不多，最終梁子駿於2008年轉投升班馬淦源並以8個入球成為球隊首席射手，可惜淦源整體實力較差導致護級失敗，他遂轉投地區球會天水圍飛馬。
2011年8月，梁子駿加盟晨曦，於2011年9月3日晨曦以1–1賽和傑志的聯賽取得加盟後的首個入球。在2013年4月20日的港甲護級戰補時階段取得入球協助球隊以3–2擊敗和富大埔。梁子駿在2013年7月回歸東方，並於2014年11月30日以2–0擊敗YFC澳滌的聯賽取得加盟後的首個入球。雖然他近兩季効力東方均有獲得獎盃，但梁子駿為求更多上陣機會毅然提出離隊，直到2015年6月，冠忠南區更獲教練鄭兆聰賞識成為球隊隊長，可惜他僅為球隊征戰兩場即在對夢想駿其的高級組銀牌賽膝部十字韌帶撕裂必須即時接受手術，接受手術後將要休息7至8個月提早完季面對生涯最大傷患，最終梁子駿在2016年10月22日以7–0大勝港會的聯賽中復出為重傷近年半後首次落場，他更於2017年5月7日以4–3擊敗香港飛馬的聯賽取得加盟後的首個入球，當季他以8次助攻與傑志的辛祖成為聯賽助攻王。
2019年7月，隨着夢想FC退出港超聯，34歲的梁子駿決定退役。

## 國際賽生涯
梁子駿於2007年入選香港奧運代表隊參加2008年奧運足球預賽，並且全部6場預賽賽事均有上陣，他在2010年1月首次入選香港足球代表隊，於1月6日作客巴林國家隊的亞洲盃外圍賽，首次在國際A級賽上陣，及後並入選2010年東亞盃決賽周的香港代表隊參賽球員名單前赴日本參賽，更於最後一場以0–2不敵中國國家隊中，下半場尾段後備入替。

## 國際賽事紀錄
| # | 日期          | 地點                     | 對手   | 比數 | 入球 | 賽事性質             |
| - | ------------- | ------------------------ | ------ | ---- | ---- | -------------------- |
| 1 | 2010年1月6日  | 巴林，巴林國家體育場     | 巴林   | 0–4  | 0    | 2011年亞洲盃外圍賽   |
| 2 | 2010年2月14日 | 日本，國立霞丘陸上競技場 | 中國   | 0–2  | 0    | 2010年東亞足球錦標賽 |
| 3 | 2012年6月1日  | 香港，香港大球場         | 新加坡 | 1–0  | 0    | 國際友誼賽           |
| 4 | 2012年6月10日 | 香港，旺角大球場         | 越南   | 1–2  | 0    | 國際友誼賽           |
| 5 | 2012年8月15日 | 新加坡，裕廊西體育中心   | 新加坡 | 0–2  | 0    | 國際友誼賽           |

### U23國際賽事紀錄
| # | 日期          | 地點                           | 對手     | 比數 | 入球 | 賽事性質             |
| - | ------------- | ------------------------------ | -------- | ---- | ---- | -------------------- |
| 1 | 2007年2月7日  | 孟加拉，孟加拉國家體育場       |          | 3–0  | 0    | 2008年奧運足球外圍賽 |
| 2 | 2007年2月14日 | 香港，旺角大球場               |          | 0–1  | 0    | 2008年奧運足球外圍賽 |
| 3 | 2007年2月28日 | 日本，國立霞丘陸上競技場       | 日本     | 0–3  | 0    | 2008年奧運足球外圍賽 |
| 4 | 2007年3月14日 | 香港，香港大球場               | 叙利亚   | 0–2  | 0    | 2008年奧運足球外圍賽 |
| 5 | 2007年3月28日 | 香港，旺角大球場               | 马来西亚 | 0–1  | 0    | 2008年奧運足球外圍賽 |
| 6 | 2007年4月18日 | 馬來西亞，武吉加里爾國家體育場 | 马来西亚 | 0–1  | 0    | 2008年奧運足球外圍賽 |

## 榮譽
東方龍獅
- 香港高級組銀牌冠軍（2014–15季度）
- 香港足總盃冠軍（2013–14季度）

## 外部連結
- 香港足球總會網站球員資料 （页面存档备份，存于）